# Ebikeme Newlife
Ebikeme Oyobi Newlife (ur. 2000) – nigeryjski zapaśnik walczący w stylu wolnym. Srebrny medalista mistrzostw Afryki w 2025 i brązowy w 2023 roku. 